# Kyaw Zin
Kyaw Zin (5 aprile 1989) è un ex nuotatore birmano, specializzato nello stile libero.

## Biografia
Venne convocato ai mondiali di Melbourne 2007 in cui non riuscì a superare le batterie dei 50 m e 100 m stile libero.
Rappresentò la Birmania ai Giochi olimpici estivi di Pechino 2008, dove ottenne il 77º tempo nelle batterie dei 50 m stile libero e fu eliminato.